# فهرست پادشاهان تونگا
پادشاهی نوین کشور تونگا در سال ۱۸۴۵ توسط جورج توپو یکم بنیان‌گذاری شده است.

## نگارخانه

## فهرست پادشاهان
| نام                 | طول عمر                                 | شروع سلطنت      | پایان سلطنت     | یادداشت                                 | دودمان | تصویر                        |
| ------------------- | --------------------------------------- | --------------- | --------------- | --------------------------------------- | ------ | ---------------------------- |
| جورج توپو یکم       | ح. ۱۷۹۷ – ۱۸ فوریه ۱۸۹۳ (سال ۹۵–۹۶)     | ۱۸۴۵            | ۱۸ فوریه ۱۸۹۳   | Son of Tupoutoʻa, 17th Tuʻi Kanokupolu  | Tupou  | George Tupou I of Tonga      |
| جورج توپو دوم       | ۱۸ ژوئن ۱۸۷۴ – ۵ آوریل ۱۹۱۸ (۴۳ سال)    | ۱۸ فوریه ۱۸۹۳   | ۵ آوریل ۱۹۱۸    | Double Great-grandson of George Tupou I | Tupou  | George Tupou II of Tonga     |
| سلوته توپو سوم      | ۱۳ مارس ۱۹۰۰ – ۱۶ دسامبر ۱۹۶۵ (۶۵ سال)  | ۵ آوریل ۱۹۱۸    | ۱۶ دسامبر ۱۹۶۵  | Daughter of George Tupou II             | Tupou  | Sālote Tupou III of Tonga    |
| توفا آهو توپو چهارم | ۴ ژوئیهٔ ۱۹۱۸ – ۱۰ سپتامبر ۲۰۰۶ (۸۸ سال) | ۱۶ دسامبر ۱۹۶۵  | ۱۰ سپتامبر ۲۰۰۶ | Son of Sālote Tupou III                 | Tupou  | Tāufaʻahau Tupou IV of Tonga |
| جورج توپو پنجم      | ۴ مهٔ ۱۹۴۸ – ۱۸ مارس ۲۰۱۲ (۶۳ سال)       | ۱۱ سپتامبر ۲۰۰۶ | ۱۸ مارس ۲۰۱۲    | Son of Tāufaʻahau Tupou IV              | Tupou  | George Tupou V of Tonga      |
| توپو ششم            | ۱۲ ژوئیهٔ ۱۹۵۹ ‏(۶۵ سال)                  | ۱۸ مارس ۲۰۱۲    | Incumbent       | Son of Tāufaʻāhau Tupou IV              | Tupou  | Tupou VI of Tonga            |